# Neaneflus fuchsii
Neaneflus fuchsii là một loài bọ cánh cứng trong họ Cerambycidae.